# 普拉特 (堪薩斯州)
普拉特（英語：Pratt）是一個位於美國堪薩斯州普拉特縣的城市。同時該地也是普拉特縣的縣治。

## 地方資料
普拉特的座標為37°39′01″N 98°44′17″W / 37.65028°N 98.73806°W，而該地的海拔高度為575米（即1887英尺）。根據2010年美國人口普查，該地共人口6603人，而該地的面積約為20.29平方千米。